# Herbert Heyes
Herbert Harrison Heyes (Vader, 3 agosto 1889 – Los Angeles, 31 maggio 1958) è stato un attore statunitense.

## Filmografia parziale

### Cinema
- Salomè (Salome), regia di J. Gordon Edwards (1918)
- Dr. Jim, regia di William Worthington (1921)
- Il miracolo della 34ª strada (Miracle on 34th Street), regia di George Seaton (1947)
- I conquistatori della Sirte (Tripoli), regia di Will Price (1950)
- Un posto al sole (A Place in the Sun), regia di George Stevens (1951)
- L'avamposto degli uomini perduti (Only the Valiant), regia di Gordon Douglas (1951)
- Park Row, regia di Samuel Fuller (1952)
- Anonima delitti (New York Confidential), regia di Russell Rouse (1955)
- Eravamo sette fratelli (The Seven Little Foys), regia di Melville Shavelson (1955)

### Televisione
- Gianni e Pinotto (The Abbott and Costello Show) – serie TV, episodio 2x12 (1954)
- Adventures of Falcon – serie TV, episodio 1x04 (1954)
- Stage 7 – serie TV, episodio 1x02 (1955)
- Scienza e fantasia (Science Fiction Theatre) – serie TV, episodio 1x25 (1955)
- The 20th Century-Fox Hour – serie TV, episodio 1x06 (1955)
- Celebrity Playhouse – serie TV, episodio 1x19 (1956)
- Sugarfoot – serie TV, episodio 1x11 (1958)